# برنيس مارلو
برنيس مارلو (بالفرنسية: Bérénice Marlohe)‏ ولدت في 19 مايو 1979 في باريس. هي ممثلة فرنسية لعبت دور سيفرين في فيلم جيمس بوند سكايفول. وكان لها دور في فيلم السعادة لا تأتي وحدها. وهي أيضًا سفيرة العلامة التجارية لساعات أوميجا اس ايه.

## حياتها
برنيس ولدت في باريس وهي من اصول صينية وكمبودية والدها طبيب ووالدتها مدرسة للغة الفرنسية بأحد المدارس في باريس.

## وصلات خارجية
- برنيس مارلو على موقع IMDb (الإنجليزية)
- برنيس مارلو على موقع ألو سيني (الفرنسية)
- برنيس مارلو على موقع أول موفي (الإنجليزية)
- برنيس مارلو على موقع قاعدة بيانات الأفلام السويدية (السويدية)
- برنيس مارلو على موقع قاعدة بيانات الفيلم (الإنجليزية)
- برنيس مارلو على موقع كينوبويسك (الروسية)